# Bosselshausen
Bosselshausen è un comune francese di 182 abitanti (2007) situato nel dipartimento del Basso Reno nella regione del Grand Est.
Fusosi il 1º marzo 1974 con Kirrwiller per formare il comune di Kirrwiller-Bosselshausen, il 1º gennaio 2007 è stato ripristinato.

## Società

### Evoluzione demografica
Abitanti censiti